# Hull City A.F.C.
Hull City Association Football Club ali na kratko Hull City je angleški nogometni klub iz mesta Kingston upon Hull. Ustanovljen je bil leta 1904 in trenutno igra v Championshipu, 2. angleški nogometni ligi.
Hull City je prvič v najvišjo angleško ligo napredoval po sezoni 2007/08, ko je v "play-off" obračunu na Wembleyju premagal Bristol City (1-0). Po tem je eno sezono igral v Premier Ligi, nato pa bil relegiran v nižjo ligo. Ponovni uspeh je dosegel v letu 2013, ko je v Premier Ligo napredoval kot drugouvrščeni iz 2. angleške lige. V sledeči sezoni je dosegel tudi svojo najboljšo uvrstitev do sedaj v Premier Ligi, to je 16. mesto. Po sezoni 2014/15 pa je bil ponovno relegiran. V naslednjem letu pa je v novem "play-off" obračunu premagal Sheffield Wednesday (1-0) in tako ponovno napredoval v Premier Ligo. Največji pokalni dosežek Hull Cityja pa je naziv podprvaka FA pokala leta 2014, kjer je sicer klonil proti Arsenalu (2-3). 
Na evropski ravni pa je Hull Cityjev najboljši dosežek do sedaj doseg zadnjega kroga kvalifikacij za Evropsko ligo 2014/15. Neposredni zadnji krog si je zagotovil z nazivom podprvaka FA pokala, tam pa ga je po pravilu golov v gosteh premagal belgijski Lokeren (1-0, 1-2).
Hull Cityjev stadion je bil do leta 2002 Boothferry Park. Od takrat naprej pa je KCOM Stadion, ki sprejme 24.450 gledalcev. Barvi dresov sta črna in oranžna, zaradi česar imajo nogometaši Hull Cityja nadimek The Tigers (Tigri).
Za Hull City je med letoma 2010 in 2014 igral tudi nekdanji kapetan slovenske nogometne reprezentance, Robert Koren.

## Rivalstvo
Hull City ima rivalstvo z Leeds United in Sheffield United.